# 沙波瓦利夫卡 (奧赫特爾卡區)
50°14′17″N 34°40′13″E / 50.23806°N 34.67028°E
沙波瓦利夫卡（羅馬化：Shapovalivka）是位於烏克蘭東北部的村莊，由蘇梅州奧赫特爾卡區的赫倫市鎮負責管轄。該村距離雷巴利斯凱、班杜雷和若洛貝1公里，海拔高度182米，2001年人口176。